# Matej Mugerli
Matej Mugerli (Šempeter pri Gorici, 17 de junio de 1981) es un ciclista esloveno.

## Biografía
En 2000, Matej Mugerli participó en los campeonatos del mundo, en Plouay. Fue  de º de la carrera en línea en categoría sub-23. Estuvo de nuevo presente en los campeonatos del mundo en Lisboa donde finalizó 17º de la carrera en línea en categoría sub-23.
En 2002, corrió para el equipo Perutnina Ptuj, de segunda división. En 2004 participa como stagiaire en el equipo italiano Vini Caldirola. En 2005 ficha por el equipo ProTour Liquigas de reciente creación que fichó sobre todo a corredores del equipo Alessio-Bianchi y del Vini Caldirola y donde su dirigente era Roberto Amadio y su líder Stefano Garzelli. Mugerli estuvo cuatro años en este equipo y participó en la Vuelta a España 2005 y en el Tour de Francia 2006. Ganó una etapa de la Volta a Cataluña en 2006. De 2004 a 2007, participó en cuatro ocasiones en la carrera en línea con el equipo de Eslovenia. Obtuvo como mejor resultado la 21.ª posición en los campeonatos del mundo en Stuttgart en Alemania.
En 2009, fichó por el equipo Perutnina Ptuj, para después fichar en 2012 por el Adria Mobil.

## Palmarés
| 2004 - Gran Premio Industrias del Mármol 2006 - 1 etapa de la Volta a Cataluña 2010 - 1 etapa de la Vuelta a Serbia - Zagreb-Liubliana 2011 - 1 etapa del Tour de China 2012 - Porec Trophy - Banja Luka-Belgrade II 2013 - Porec Trophy - Istrian Spring Trophy, más 1 etapa - Bania Luka-Belgrado II - Clásica Belgrado-Čačak - 2.º en el Campeonato de Eslovenia Contrarreloj - 2.º en el Campeonato de Eslovenia en Ruta | 2014 - Umag Trophy - Gran Premio Industrias del Mármol - Campeonato de Eslovenia en Ruta 2015 - 1 etapa del Tour de Bretaña 2016 - Porec Trophy - 1 etapa del Istrian Spring Trophy - 1 etapa del Tour de Azerbaiyán - Vuelta a Serbia, más 1 etapa - 1 etapa del Tour de Szeklerland 2017 - Porec Trophy - Istrian Spring Trophy, más 1 etapa - 1 etapa del Tour de Azerbaiyán - 1 etapa del Tour de Eslovaquia - Gran Premio de Kranj |

## Resultados en Grandes Vueltas y Campeonatos del Mundo
| Carrera         | Carrera         | 2004 | 2005  | 2006  | 2007 | 2008 | 2009 | 2010 | 2011 | 2012 | 2013 | 2014 | 2015 | 2016 | 2017 | 2018 | 2019 | 2020 |
| --------------- | --------------- | ---- | ----- | ----- | ---- | ---- | ---- | ---- | ---- | ---- | ---- | ---- | ---- | ---- | ---- | ---- | ---- | ---- |
|                 | Giro de Italia  | —    | —     | —     | —    | —    | —    | —    | —    | —    | —    | —    | —    | —    | —    | —    | —    | —    |
|                 | Tour de Francia | —    | —     | 117.º | —    | —    | —    | —    | —    | —    | —    | —    | —    | —    | —    | —    | —    | —    |
|                 | Vuelta a España | —    | 100.º | —     | —    | —    | —    | —    | —    | —    | —    | —    | —    | —    | —    | —    | —    | —    |
| Mundial en Ruta | Mundial en Ruta | 42.º | 107.º | 85.º  | 22.º | —    | —    | —    | —    | —    | Ab.  | —    | —    | —    | —    | —    | —    | —    |